# Eukoenenia hispanica
Eukoenenia hispanica es una especie palpígrado de arácnido de la familia Eukoeneniidae.

## Distribución geográfica
Es endémica del centro-sur de los Pirineos (España).